# Лінькова Вероніка Сергіївна
Лінькова Вероніка Сергіївна (24 червня 1980) — російська ватерполістка.
Призерка Чемпіонату світу з водних видів спорту 2003 року.